# Don’t Say No
Don’t Say No – дебютный мини-альбом южнокорейской певицы Сохён. Был выпущен 17 января 2017 года лейблом S.M. Entertainment при поддержке KT Music. Альбом ознаменовал сольный дебют Сохён, которая на протяжении почти десяти лет была известна как участница Girls’ Generation.

## Композиция
Don’t Say No состоит из семи треков, шесть из которых (не считая заглавного) были написаны самой Сохён. Рассказывая об альбоме, она объяснила: «Тема альбома – любовь. Я хочу показать все 100% моих эмоций, напив все песни, потому что он [S.M. Entertainment] очень строг; я должна сказать, что придерживаюсь того концепта, в котором нахожусь в Girls’ Generation на протяжении стольких лет». Главный трек «Don’t Say No» - это R&B и данс-поп песня с «забавным» пиано ритмом. Песни «Hello», «Magic» и «Lonely Love» вдохновлены поп и R&B 1990-х годов. «Love & Affection» содержит фортепиано и басы, в то время как «Bad Love» выдержан в среднем темпе, а «Moonlight» ритмичен.

## Релиз и промоушен
10 января 2017 года Сохён анонсировала свой дебют в качестве сольной артистки с мини-альбомом Don’t Say No, став третьей участницей Girls’ Generation, дебютировавшей сольно после Тэён и Тиффани. 13 января был опубликован трек-лист, и также стало известно участие Эрика Нама в одной из песен. 16 января состоялся шоукейс, где Сохён впервые исполнила «Magic», «Lonely Love» и «Don’t Say No». В полночь 17 января альбом был выпущен в цифровом формате. 18 января физические копии диска стали доступны в магазинах. С 19 по 22 января Сохён выступала на различных музыкальных шоу. С 24 по 26 февраля была проведена резиденция Love, Still – Seohyun.

## Коммерческий успех
Don’t Say No дебютировал на вершине Gaon Albums Chart и на третьем месте Billboard World Albums Chart. В конце января он занял пятое в место в итоговом альбомном чарте Gaon; было продано более 33 тысяч копий.

## Список композиций
| №                   | Название                      | Текст песни         | Музыка                                                                                | Длительность |
| ------------------- | ----------------------------- | ------------------- | ------------------------------------------------------------------------------------- | ------------ |
| 1.                  | «Don't Say No»                | Kenzie              | Kenzie Мэттью Тишлер Фелиция Бартон                                                   | 3:13         |
| 2.                  | «Hello» (с Эриком Намом)      | Сохён Чо Юн Кён     | Эндер Андерберг Фелиция Бартон Эндрю Чхве                                             | 3:18         |
| 3.                  | «Magic»                       | Сохён               | Элбин Нордквист Эллен Толлбом Ялмар Вайлен                                            | 3:33         |
| 4.                  | «Lonely Love» (혼자하는 사랑) | Сохён               | The Stereotypes Август Риго София Пэй                                                 | 3:39         |
| 5.                  | «Love & Affection»            | Сохён               | Йохан Густафсон Фредкрик Хагстам Себастьян Ландберг Хейли Эиткен Лорен Дайсон Trinity | 2:48         |
| 6.                  | «Bad Love»                    | Сохён               | Джеймс Вон Криста Янгс Сидни Типтон                                                   | 3:17         |
| 7.                  | «Moonlight» (달빛)            | Сохён               | Николас Скапа Брайан Робертсон Allie X Райан Хун                                      | 3:32         |
| Общая длительность: | Общая длительность:           | Общая длительность: | Общая длительность:                                                                   | 23:20        |

## Чарты
| Чарт (2017)                        | Пиковая позиция |
| ---------------------------------- | --------------- |
| Япония (Oricon)                    | 73              |
| Южная Корея (Gaon)                 | 1               |
| США (Billboard)                    | 3               |
| США Heetseekers Albums (Billboard) | 23              |

| Чарт (2017)        | Пиковая позиция |
| ------------------ | --------------- |
| Южная Корея (Gaon) | 5               |

## Продажи
| Чарт (2017)        | Продажи |
| ------------------ | ------- |
| Южная Корея (Gaon) | 33,041  |
| Япония (Oricon)    | 1,791   |

## История релиза
| Страна        | Дата                | Формат            | Лейбл                        |
| ------------- | ------------------- | ----------------- | ---------------------------- |
| По всему миру | 17 января 2017 года | Цифровая загрузка | S.M. Entertainment           |
| Южная Корея   | 18 января 2017 года | CD                | S.M. Entertainment, KT Music |